# Dynamena quadridentata
Dynamena quadridentata is een hydroïdpoliep uit de familie Sertulariidae. De poliep komt uit het geslacht Dynamena. Dynamena quadridentata werd in 1786 voor het eerst wetenschappelijk beschreven door Ellis & Solander. 